# ジェットライト
ジェットライト (JetLite)は、かつてデリーを本拠地としていたインドの格安航空会社。

## 概要
1991年12月、サハラ航空(Sahara Airlines)として就航、2000年10月にエア・サハラ (Air Sahara) と社名変更した。2007年6月、ジェットエアウェイズが買収し、ジェットライトへと社名を変更。2012年3月25日からは、ジェットエアウェイズ・コネクト(Jet Airways Konnect)と統合し、「ジェットコネクト(JetKonnect)」として運航している。
2014年12月からは親会社のジェットエアウェイズが進める単一ブランド戦略に伴い、フルサービスに転換した。
しかし、2019年4月17日、親会社のジェットエアウェイズが破綻、道連れになる形でジェットコネクトも消滅してしまった。

## 就航路線
デリー、コルカタ、ムンバイを中心に、国内線のみ就航している。

## 所有機材

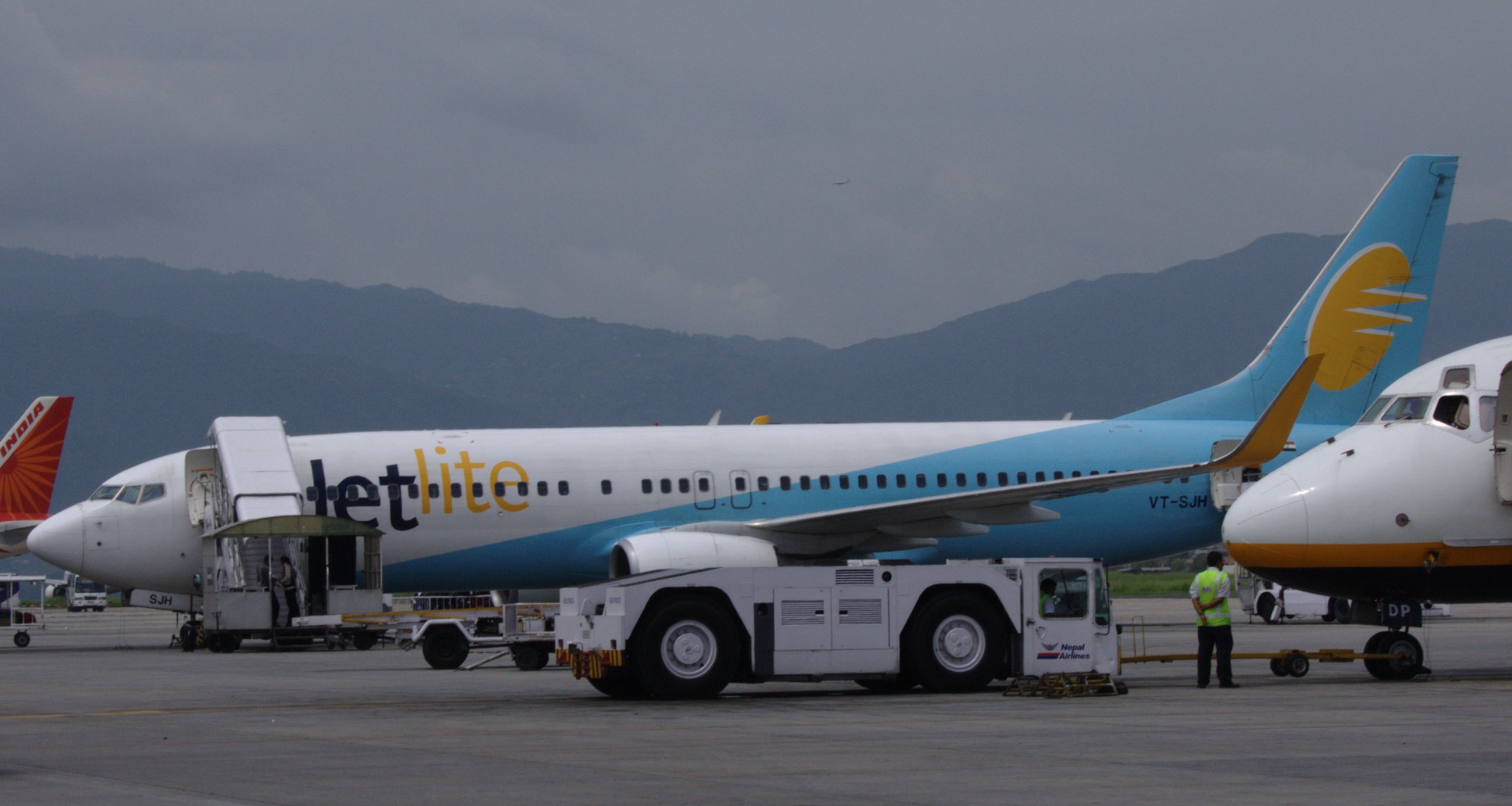
ボーイング737-800
トリブバン国際空港

- ボーイング737-700 4機
- ボーイング737-800 4機
- ボーイング737-900ER 2機
- ATR 72 5機

（2015年1月現在）

## 事故
- 1994年サハラ航空ボーイング737墜落事故